# KTG Agrar
KTG Agrar SE mit Sitz in Hamburg war ein börsennotiertes Agrarunternehmen. Es zählte 2013 mit Anbauflächen von rund 45.000 Hektar zu den führenden Produzenten von konventionellen und ökologisch angebauten Marktfrüchten (unter anderem Getreide, Mais, Raps und Soja) in Europa. KTG Agrar erzeugte Agrarrohstoffe, erneuerbare Energien und Lebensmittel. Das Unternehmen war seit November 2007, als erstes landwirtschaftliches Produktionsunternehmen Deutschlands, im Entry Standard an der Frankfurter Wertpapierbörse notiert.
Seit September 2016 ist das Unternehmen insolvent. Der Großteil des Unternehmens wurde an die Zech Group verkauft und wird seitdem als Deutsche Agrar Holding weiterbetrieben. Bereits 2014 und 2015 hatte die Münchener Rück mehrere tausend Hektar Ackerland der KTG Agrar übernommen.

## Aktivitäten
Zur KTG-Gruppe gehörten über dreißig landwirtschaftliche Betriebsgesellschaften.
45.000 Hektar der Produktionsflächen befanden sich überwiegend in Deutschland, u. a. an den Standorten Anklam, Quesitz, Marxdorf (Vierlinden), Oranienburg, Podelzig, Putlitz, Wegenstedt (bei Calvörde), Nonnendorf, Linthe, Altdöbern. Seit 2005 betrieb die KTG auch Produktionsflächen in Litauen (etwa 7.200 Hektar in Raseiniai, Geluva und Mazakai).
Die Geschäftsfelder des Unternehmens waren folgende:
- Ökologischer Anbau von Marktfrüchten (etwa 50 % der Fläche); nach eigener Aussage war die KTG – gemessen an der Anbaufläche – in diesem Geschäftsfeld Marktführer in Deutschland
- Konventioneller Anbau von Marktfrüchten (etwa 50 % der Fläche)
- Produktion von Bioenergie (Biogas): die börsennotierte Tochter KTG Energie AG betrieb seit 2006/2007 Biogasanlagen, zuletzt an neun Standorten, mit einer Anschlussleistung von zusammen rund 30 Megawatt. Die dort verwerteten nachwachsenden Rohstoffe stammten ausschließlich aus eigenem Anbau. Die anfallenden Reste wurden wieder im eigenen Marktfruchtanbau als Düngemittel eingesetzt.
- Lebensmittelherstellung: Angebot von Tiefkühlwaren, Kartoffelspezialitäten, Convenience Food und Bio-Ölen auf Basis ökologisch angebauter Rohstoffe
- Sonstige Aktivitäten: Erwerb und Entwicklung von Agrarunternehmen, Agrarhandel, Erzeugung und Vertrieb von Sonderkulturen.

## Geschichte
In den Jahren 1996/97 begannen der Landwirt Siegfried Hofreiter, dessen Lebensgefährtin Beatrice Ams und dessen Bruder Werner mit dem Aufbau eines eigenen ökologischen Marktfruchtbetriebs. 1999/2000 übernahmen sie die PAE-Gruppe in Putlitz. Im Jahr 2000 gründeten sie die KTG Agrar GmbH, im Jahr 2005 wandelten sie diese in eine Aktiengesellschaft um und verlegten den Firmensitz nach Hamburg. KTG ist nach Angaben des Unternehmensgründers ein Phantasiename. Seit 2005 werden nachwachsende Rohstoffe angebaut.
Beim Börsengang im November 2007 wurden 1,8 Millionen Aktien platziert, darunter 1,3 Millionen aus einer Kapitalerhöhung und bis zu 270.000 aus dem Besitz der bisherigen Alleinaktionärin Beatrice Ams. Rund 92 Prozent der Aktien gingen an institutionelle Anleger, der Rest an private Anleger. Mit 54 % der Aktien befand sich die Aktienmehrheit im Streubesitz. Beatrice Ams war 2007 mit 46 % größte Einzelaktionärin. Creditreform stufte das Unternehmen mit einem BBB-Rating ein. Im Wertpapierprospekt des Unternehmens wurde erwähnt, dass der Vorstandsvorsitzende Siegfried Hofreiter wegen einer früheren Geschäftsführertätigkeit vom Amtsgericht Dachau im September 2002 in jeweils zwei Fällen der Konkursverschleppung und des Bankrotts schuldig gesprochen wurde. Das ebenfalls ausgesprochene Berufsverbot dauerte bis September 2007. Am 4. Oktober 2007 wurde dieser zum Vorstand von KTG Agrar bestellt. Die Aktie startete mit einem Ausgabepreis von 17,50 Euro, stieg leicht und sank aber kurz danach auf 16,50 Euro. Ein Spiegel-Artikel zur Erstnotierung der KTG-Aktie nannte diese „alles andere als eine sichere Anlage“.
Im Jahr 2007 wurden die ersten Biogasanlagen in Betrieb genommen. Diese erreichten bis Ende Juni 2012 eine Leistung von rund 30 Megawatt am Netz; bis in das Jahr 2015 stieg die Gesamtkapazität auf über 60 Megawatt.
Seit 2009 verwaltete die KTG Agrar auch rund 7.000 Hektar Anbauflächen in Rumänien in der Nähe der Stadt Iași. Die KTG übernahm dort das komplette Farmmanagement und alle Tätigkeiten von der Anbauplanung über den Einkauf der Betriebsstoffe bis hin zum Verkauf der Agrarprodukte für zwei deutsche Investoren.
Die Analysten der DZ Bank erwarteten 2010 eine Umsatzverbesserung der KTG, prognostizierten jedoch auch einen negativen Cashflow. Die Frankfurter Allgemeine Zeitung wies auf die recht hohen Verbindlichkeiten von 63,4 Millionen Euro gegenüber Kreditinstituten hin.
Im Februar 2011 kaufte die Tochtergesellschaft FZ Foods Teile des insolventen Tiefkühlkostspezialisten Frenzel Tiefkühlkost. Im Juni 2011 erfolgte die Übernahme der Ölmühle Anklam GmbH & Co. Die Ölmühle wurde für die Produktion von ökologischem Rapsöl umfangreich modernisiert und erweitert und erhielt eine neue Abluftanlage und einen Biofilter.
Am 27. Juni 2012 wurde der Börsengang der Tochtergesellschaft KTG Energie an der Frankfurter Börse angekündigt.
Die KTG Energie war in der KTG Gruppe zuständig für den Gesamtbereich Biogas und der drittgrößte Produzent erneuerbarer Energien in Deutschland. Das Unternehmen plante und errichtete die Anlagen und betrieb diese.
Mit Beschluss der Hauptversammlung von August 2013 firmierte die KTG Agrar in eine Europäische Gesellschaft um.
Zum 1. Oktober 2013 wurde von Greenyard ein Werk zur Herstellung von Tiefkühlkost im brandenburgischen Manschnow angemietet und unter dem Namen BZ-Foods 1 SE in die Unternehmensstruktur aufgenommen, im November 2014 gab KTG Agrar dessen Übernahme bekannt. Das Werk verarbeitete bis dahin jährlich rund 10.000 Tonnen Gemüse; hier sollte künftig die gesamte Tiefkühlgemüseproduktion der KTG-Gruppe konzentriert werden.
Die Munich Strategy Group kürte KTG noch im Jahr 2014 zum besten deutschen Mittelstandskonzern.
2015 teilte KTG Agrar mit, das chinesische Beteiligungskonglomerat Fosun International beabsichtige, über seine portugiesische Tochter Fidelidade mit 9,03 % als Großaktionär bei der KTG Agrar SE einzusteigen, wodurch sich der Anteil der Aktien im Streubesitz auf 60,1 % erhöhen werde. Ein schriftlicher Vertrag kam nicht zustande, weil der Zuständige des chinesischen Investors im Dezember 2015 zur Unterzeichnung nicht erschien. Die Absichtserklärung des chinesischen Investors verlor zum Jahresende 2015 ihre Gültigkeit.
Der Umsatz des Unternehmens stieg von 2010 bis 2015 von 80 Mio. Euro auf 326 Mio. Euro. Dabei mangelte es allerdings an der Rentabilität. Der Gewinn vor Steuern, Zinsen und Abschreibungen betrug 2015 59,5 Mio. Euro.
Der Reingewinn sank von 2014 bis 2015 von 7 auf 3,5 Mio. Euro.
Im Juni 2016 wurde berichtet, dass die KTG Agrar 18 Millionen Euro Zinsen auf eine 2017 fällig werdende Anleihe nicht an die Anleger ausbezahlen konnte. Diese beauftragten die Schutzgemeinschaft der Kapitalanleger, eine außerordentliche Mitgliederversammlung zu erwirken mit dem Ziel der Neustrukturierung des Unternehmens. Siegfried Hofreiter sagte dazu, dass es schon notarielle Verträge gab, in denen Assets verkauft werden sollten, um die Zinsen zu zahlen, ohne sich dazu zu äußern, weshalb es dann zu keinen Auszahlungen kam. Creditreform änderte daraufhin das Rating von „BB-“ auf „not rated“ mit der Begründung, dass es keine ausreichenden Informationen zur Bonität gebe. Analysten bewerteten es als bedenklich, dass für Zinszahlungen betriebsnotwendiges Vermögen verkauft werden solle. Das Unternehmen habe eine bedenkliche Finanzstruktur, in dem die Verbindlichkeiten fünfmal so hoch seien wie das Eigenkapital und sogar zehnmal so hoch wie der Gewinn vor Steuern, Zinsen und Abschreibungen. Insgesamt wurde es von daher in Frage gestellt, wie es gelingen solle, 2017 die 250 Mio. Euro der fällig werdenden Anleihe zurückzuzahlen. Die Tatsache, dass Anleger in Niedrigzinsphasen Hochglanzprospekten mit Zinsversprechungen von 7 Prozent per anno vertrauten, wurde in der Agrarzeitung mit der Aussage „Gier frisst Hirn“ kommentiert.
Ende Juni 2016 wurde bekannt, dass Ende 2015 KTG Agrar die Firmierung von KTG Foods SE in FRS Foods International Russia & South Africa geändert und Mitte 2015 den Tiefkühlkosthersteller Frenzel gegen ein 27 Mio. Euro Darlehen an einen unbekannten Käufer verkauft hatte, ohne die Anleger zu informieren.
Zur selben Zeit wurde erneut über eine mögliche Kapitalbeteiligung des chinesischen Finanzinvestors Fosun berichtet, die sich entgegen ersten Ankündigungen allerdings verzögere, und im Juli 2016 abgesagt habe.
Am 5. Juli 2016 wurde ein Antrag auf Eröffnung eines Insolvenzverfahrens in Eigenverwaltung beim Amtsgericht Hamburg eingereicht. Am 13. Juli trat Hofreiter von seinem Posten als Vorstandsvorsitzender zurück.
Es wurde außerdem in der Presse thematisiert, dass Außenstände von 200 Millionen Euro existieren würden, wobei es sich um Kredite an andere Unternehmen handeln soll. Bis auf einen Kredit von 30 Millionen Euro an das Tochterunternehmen KTG Energie sei aber nicht bekannt, an wen die Kredite vergeben worden seien. Am 22. Juli 2016 wurde der Verkauf einer Beteiligung an der Bio-Zentrale Naturprodukte GmbH für einen einstelligen Millionbetrag bekanntgegeben.
Ende August 2016 meldeten die Töchter Delta Agrar Handel und Delta Agrar Insolvenz an. Bis zu diesem Zeitpunkt wurden 200 der 800 Mitarbeiter entlassen. Anfang September 2016 nahm die Staatsanwaltschaft Hamburg Ermittlungen gegen mehrere Manager der KTG Agrar wegen verschiedener Delikte im Zusammenhang mit der Insolvenz auf.
Zum 16. September 2016 wurde bekannt, dass der Baukonzern Zech Group die meisten Anteile der insolventen KTG Agrar sowie eine Mehrheit des Tochterunternehmens KTG Energie übernommen habe.
Anfang Dezember 2016 wurden die Anteile an einem Unternehmen in Litauen zu einem niedrigen siebenstelligen Betrag verkauft.
Wie Ende 2016 bekannt wurde, hatte das Unternehmen bereits 2015 fast die Hälfte seiner Agrarflächen in Deutschland verkauft.

## Kritik
Die Arbeitsgemeinschaft bäuerliche Landwirtschaft wies darauf hin, dass erzielte Gewinne nur durch hohe EU-Agrarsubventionen möglich waren. 2006 betrugen beispielsweise die Subventionen 4 Mio. Euro und der Gewinn 2,5 Mio. Euro. Durch eine Aufteilung der landwirtschaftlichen Betriebe wurden die Betriebsgrößen soweit verringert, dass Abschläge für Großbetrieb großteils vermieden wurden und jährlich 10 Mio. EU-Agrarsubventionen ausgezahlt wurden. Der Jahresüberschuss betrug 6,5 Mio. Euro.
Der Konzern gehörte zu den größten Empfängern von EU-Subventionszahlungen und galt als größter Eigner von Landwirtschaftsflächen in der ostdeutschen Landwirtschaft. Bedingt durch die Konzentration von Land und finanziellen Mitteln fühlen sich insbesondere Klein- und Familienbetriebe benachteiligt, da Pachten für Landwirtschaftsflächen finanziell kaum noch durch diese getragen werden können. Die Rede ist hier gar von Land Grabbing. 2008 erhielt das Unternehmen 5,6 Mio. Euro Agrarsubventionen und machte einen Gewinn von 7,5 Mio. Euro.
Daneben war das Unternehmen seit 2007 in der Erzeugung von Bioenergie aktiv und funktionierte dafür einstige Landwirtschaftsflächen in Monokulturen für Mais und Raps zur Energieerzeugung um. Für die Einspeisung von Bioenergie erhielt das Unternehmen Vergütungen vom Staat; insbesondere Lebensmittelproduzenten sehen sich hierdurch benachteiligt.
In der Agrarzeitung wurde angesichts der finanziellen Probleme im Sommer 2016 das geschäftliche Vorleben von Siegfried Hofreiter thematisiert. Nachdem die Familie Hofreiter 1989 schon einmal mit einem Unternehmen im Agrarbereich (Ackerbau und Geflügelhaltung) insolvent war mit 30 Mio. DM Schaden für die Gläubiger, war dieser 2002 wegen Insolvenzverschleppung im Jahr 1996 rechtskräftig verurteilt worden. Das Verbot, in den fünf Jahren einer Kapitalgesellschaft vorzustehen, habe er mit Hilfe seiner Lebensgefährtin umgangen und es war ihm gelungen, mehrere Millionen Euro von Anlegern einzusammeln. Geschäftsstrategie war es dann immer, möglichst hohe staatliche Förderungen zu erhalten. Für bis 2017 laufende Unternehmensanleihen im Nennwert von 250 Mio. Euro wurden 2011 den Anlegern mehr als 7 % Zinsen pro Jahr garantiert. Dabei galt eine Nettorendite von mehr als 7 % für landwirtschaftliche Betriebe als nicht erreichbar und wurde vom Unternehmen nur im Jahr 2012 übertroffen. 2016 konnten die fälligen Zinsen vom Unternehmen nicht gezahlt werden, was zur Eröffnung eines Insolvenzverfahrens in Eigenregie führte.
Außerdem existiert noch eine weitere Unternehmensanleihe über 100 Mio. Euro.
Mitglieder des Aufsichtsrats, der seiner Kontrollaufgabe nur unzureichend nachkam, waren dem KTG-Chef privat bzw. einzelnen Tochterfirmen geschäftlich verbunden.